# Isoetes ekmanii
Isoetes ekmanii är en kärlväxtart som beskrevs av Georg Heinrich Weber. Isoetes ekmanii ingår i släktet braxengräs, och familjen Isoetaceae. Inga underarter finns listade i Catalogue of Life.